# Infinite synthesis 2
infinite synthesis 2 – album studyjny japońskiego zespołu fripSide wydany 10 września 2014 nakładem wytwórni NBCUniversal Entertainment Japan. 
Jest to trzeci album wydany w drugiej fazie zapoczątkowanej w 2009 i ósmy w całej aktywności zespołu, a także drugi z serii infinite synthesis.

## Lista utworów
| Nr | Tytuł                      | Długość | Uwagi                                                                                  |
| -- | -------------------------- | ------- | -------------------------------------------------------------------------------------- |
| 1  | sister's noise             | 4:23    | Utwór z pierwszego openingu anime Toaru kagaku no railgun S i ze singla sister's noise |
| 2  | infinite synthesis         | 6:55    |                                                                                        |
| 3  | fermata~Akkord:fortissimo~ | 4:49    | Muzyka przewodnia gry Cadenza Fermata Accort: Fortessimo                               |
| 4  | lost dimension             | 5:12    | Muzyka przewodnia gry Lost Dimension                                                   |
| 5  | I'm believing you          | 5:46    |                                                                                        |
| 6  | Secret of my heart         | 5:25    |                                                                                        |
| 7  | eternal reality            | 4:49    | Utwór z drugiego openingu anime Toaru kagaku no railgun S i ze singla eternal reality  |
| 8  | black bullet               | 4:24    | Utwór z openingu anime Black Bullet i ze singla black bullet                           |
| 9  | rain of tears              | 4:36    |                                                                                        |
| 10 | scorching heart            | 4:40    |                                                                                        |
| 11 | waiting for the moment     | 4:26    |                                                                                        |
| 12 | always be with you         | 5:15    |                                                                                        |
| 13 | true resonance             | 4:46    |                                                                                        |